# Krogla
Krógla je v matematiki okroglo simetrično telo. Točke krogle so od središča oddaljene največ za polmer. Njeno površje (krogelno lupino) imenujemo sfera.
Enačba krogle s polmerom R in središčem v izhodišču koordinatnega sistema je:
{\displaystyle x^{2}+y^{2}+z^{2}\leq R^{2}\!\ }.
Enačba prostornine krogle s polmerom {\displaystyle r} je:
{\displaystyle V={\frac {4}{3}}\pi r^{3}}.